# Vanneaugobius canariensis
Vanneaugobius canariensis és una espècie de peix de la família dels gòbids i de l'ordre dels perciformes.

## Morfologia
- Els mascles poden assolir 4,3 cm de longitud total.[4][5]

## Hàbitat
És un peix marí, de clima tropical i demersal que viu entre 9-45 m de fondària.

## Distribució geogràfica
Es troba a l'Atlàntic oriental: Madeira, les Illes Canàries i Guinea.

## Observacions
És inofensiu per als humans.